# Paulo César Wanchope
Paulo Cesar Wanchope Watson (Heredia, 31 de juliol, 1976) fou un futbolista costa-riqueny.

## Trajectòria
Després d'iniciar-se al CS Herediano de la seva ciutat natal, es traslladà a Anglaterra on passà la major part de la seva vida esportiva. Defensà els colors del Derby County FC, West Ham United (que el comprà per £5.5 milions) i Manchester City. Els darrers anys defensà els colors de diversos clubs d'arreu del món, com el Málaga CF, Al-Gharafa de Qatar, Rosario Central de l'Argentina, FC Tokyo al Japó i Chicago Fire als Estats Units. El 16 de novembre de 2007, després d'una carrera de 13 anys al màxim nivell es retirà del futbol, en part per una lesió al genoll que arrossegava des dels seus temps al Manchester City.
Wanchope fou internacional amb la selecció de Costa Rica amb la qual disputà els Mundials del 2002 i 2006, a més de diverses Gold Cups. El 8 d'octubre de 2005 es convertí en el màxim golejador de tots els temps de la seva selecció. A data febrer de 2009, és el segon màxim golejador de la història de Costa Rica, superat només per Rolando Fonseca. Es retirà de la selecció el gener de 2008. Actualment és entrenador al Herediano.